# Druhý list Tesalonickým

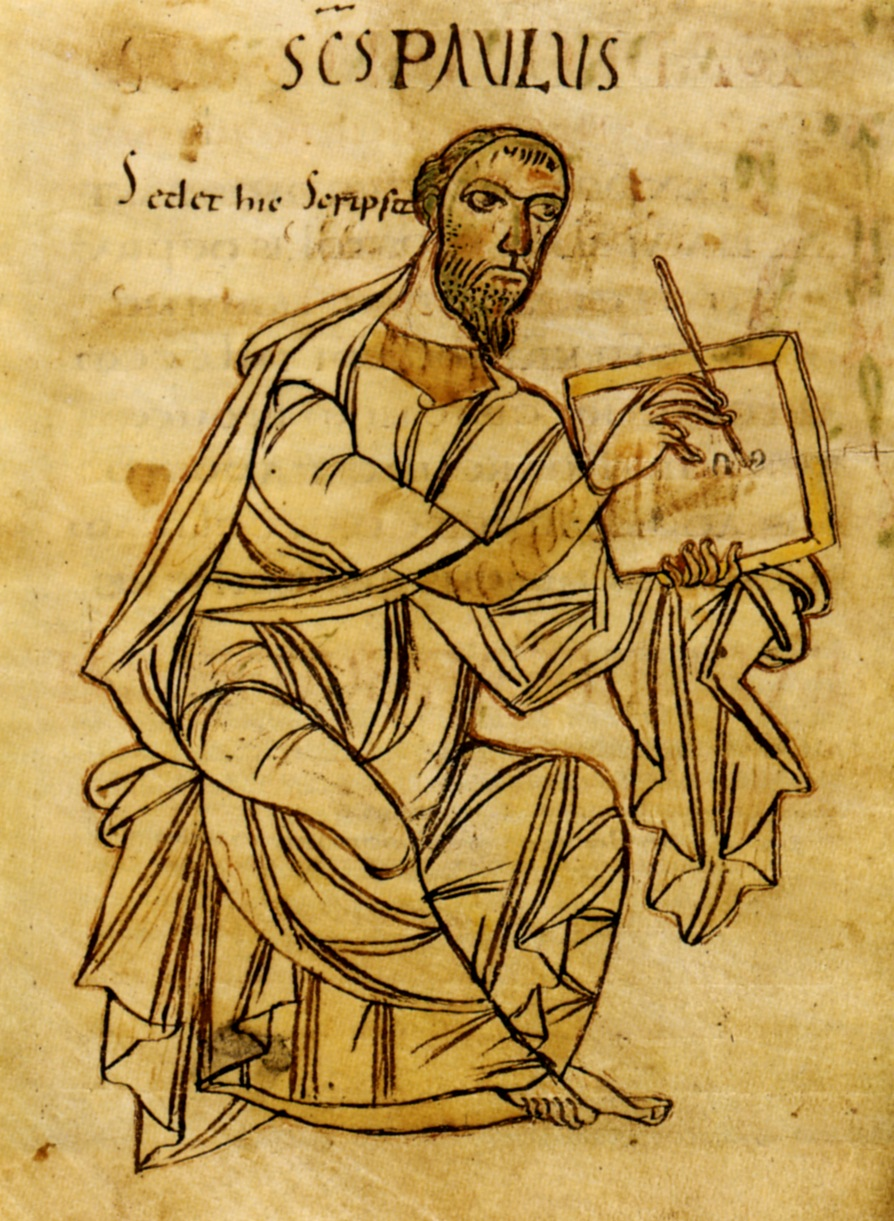
Sv. Pavel. Rukopis ze St. Gallen, po 800

2. list Tesalonickým, zkratka 2Te (řecky Προς Θεσσαλονικεις β´ Pros thessalonikeis 2), je součást Nového Zákona, jeden z listů připisovaných sv. Pavlovi. Někdy se označuje jako 2. list Soluňským (nebo 2Sol), neboť Soluň je český název pro řecké město Thessaloniké, dnešní Thesaloniki,. Podle tradice byl napsán brzy po 1. Tesalonickým, mnozí badatelé jej ale pokládají za pozdější. Je však citován už kolem roku 100 u Ignáce z Antiochie, ve 2. století u Justina Mučedníka a Markionův kánon jej uvádí jako Pavlův list.
Thessalonika čili Soluň byla založena králem Kasandrem, švagrem Alexandra Velikého roku 312 př. n. l.. Byl to významný přístav na cestě z Řecka do Konstantinopole a hlavní město provincie Makedonie, na mapě zde. Pavel zde působil na své druhé misijní cestě a pro konflikt v synagoze musel město opustit (Sk 17,1-8).
List zřejmě koriguje falešné představy o druhém příchodu Páně (parúsii), jež mohly vzniknout z nesprávného pochopení 1Te. 2Te naopak říká, že druhý příchod a soud může nastat až po řadě jiných událostí (2Te 2,3), které popisuje. Proto se těšil zvláštní pozornosti v dobách vypjatých očekávání, zejména v pozdním středověku. I v jiných ohledech list nabádá čtenáře, aby žili spořádaně a byli příkladem ostatním.
Formou i jazykem se 1. listu Tesalonickým velice podobá, ale věcné argumentace jsou na rozdíl od Pavlových listů málo důsledné a většina odborníků se proto domnívá, že vznikl jako nápodoba až po Pavlově smrti (cca 64 n. l.) za účelem obhajoby jeho názorů.

## Citát
| „             | „Když jsme u vás byli, přikazovali jsme vám: Kdo nechce pracovat, ať nejí! Teď však slyšíme, že někteří mezi vámi vedou zahálčivý život, pořádně nepracují a pletou se do věcí, do kterých jim nic není.“ | “ |
| — 2Te 3,10-11 | |   |

### Na internetu
- Český ekumenický překlad
- Ekumenický překlad (.doc nebo .pdf)
- Řecký text
- (anglicky)
- Pauline Chronology: His Life and Missionary Work, from  by Felix Just, S.J.
- Články o výkladu 2Te, Wisconsin Lutheran Seminary Library.
- Portál komentářů k 2Te
- Heslo Thessalonians v Catholic encyclopedia